# Cravanche
Cravanche est une commune française située dans le département du Territoire de Belfort, et  la région administrative Bourgogne-Franche-Comté. 

## Géographie

### Localisation
Cravanche est une ville de la banlieue de Belfort, située dans la région culturelle et historique de Franche-Comté.
Elle fait donc partie de l'aire d'attraction de Belfort, ainsi que de son unité urbaine, de sa zone d'emploi et de son bassin de vie.

### Communes limitrophes
Les communes limitrophes sont Essert et Belfort.

### Géologie et relief

plan des grottes de Chavanches.

La superficie de la commune est de 1,35 km2 ; son altitude varie de 373  à   463 mètres.
Cravanche est située dans la vallée formée par la colline du Mont (481 m) et celle, nettement plus élevée, du Salbert (651 m). Sur le plan géologique, Cravanche est à cheval sur deux époques et deux massifs : le Jura côté du Mont au calcaire de couleur claire et les Vosges avec le schiste gris du Salbert.
La limite de ces deux mondes minéraux est une faille qui a formé les fameuses grottes de Cravanche.
À cinq cents mètres de là, juste en bordure du plateau du Mont dominant Cravanche, se trouve un site également néolithique (3500 à 2500 av. J.-C.). Il s'agit d'un refuge sommairement fortifié qui semble avoir hébergé un atelier de tailleur de pierre. Des outils en silex et en grès, des éclats d'aphanite, lames de couteau et un ciseau en pierre polie y ont été trouvés. Des vestiges romains furent mis au jour à la fin du XIXe siècle.

### Hydrographie
Aucun cours d'eau ne draine la commune.

### Climat
Pour des articles plus généraux, voir Climat de la Bourgogne-Franche-Comté et Climat du Territoire de Belfort.
En 2010, le climat de la commune est de type climat de montagne, selon une étude du Centre national de la recherche scientifique s'appuyant sur une série de données couvrant la période 1971-2000. En 2020, Météo-France publie une typologie des climats de la France métropolitaine dans laquelle la commune est exposée à un climat semi-continental et est dans la région climatique Vosges, caractérisée par une pluviométrie très élevée (1 500 à 2 000 mm/an) en toutes saisons et un hiver rude (moins de 1 °C).
Pour la période 1971-2000, la température annuelle moyenne est de 9,7 °C, avec une amplitude thermique annuelle de 17,3 °C. Le cumul annuel moyen de précipitations est de 1 393 mm, avec 13,4 jours de précipitations en janvier et 10,8 jours en juillet. Pour la période 1991-2020, la température moyenne annuelle observée sur la station météorologique de Météo-France la plus proche, « Dorans », sur la commune de Dorans à 7 km à vol d'oiseau, est de 10,9 °C et le cumul annuel moyen de précipitations est de 974,0 mm. 
La température maximale relevée sur cette station est de 38,1 °C, atteinte le 24 juillet 2019 ; la température minimale est de −16 °C, atteinte le 20 décembre 2009,,.
Les paramètres climatiques de la commune ont été estimés pour le milieu du siècle (2041-2070) selon différents scénarios d'émission de gaz à effet de serre à partir des nouvelles projections climatiques de référence DRIAS-2020. Ils sont consultables sur un site dédié publié par Météo-France en novembre 2022.

## Urbanisme

### Typologie
Au 1er janvier 2024, Cravanche est catégorisée ceinture urbaine, selon la nouvelle grille communale de densité à sept niveaux définie par l'Insee en 2022.
Elle appartient à l'unité urbaine de Belfort, une agglomération inter-départementale regroupant 16  communes, dont elle est une commune de la banlieue,,.
Par ailleurs la commune fait partie de l'aire d'attraction de Belfort, dont elle est une commune du pôle principal,. Cette aire, qui regroupe 91 communes, est catégorisée dans les aires de 50 000 à moins de 200 000 habitants,.

### Occupation des sols

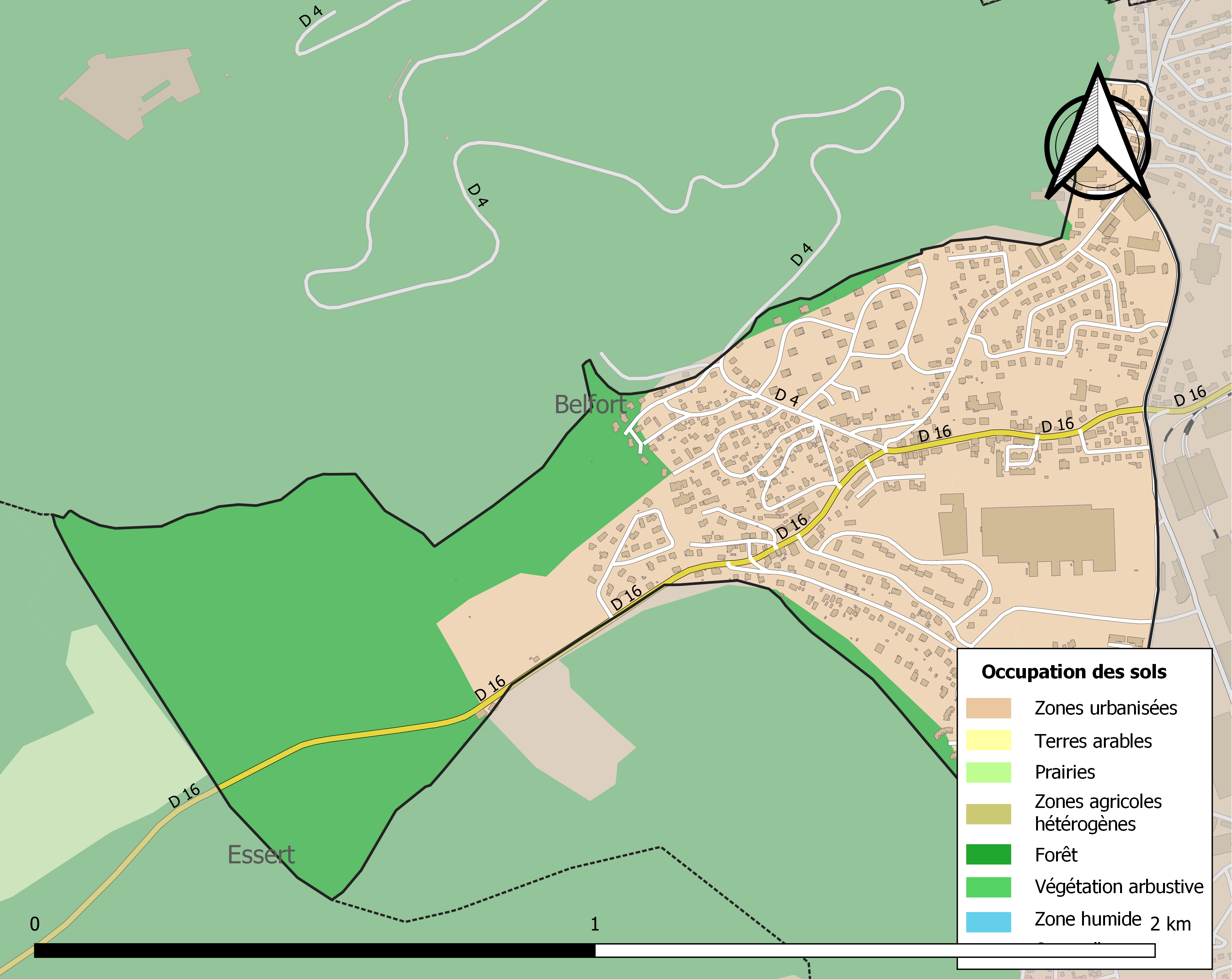
Carte des infrastructures et de l'occupation des sols de la commune en 2018 (CLC).

L'occupation des sols de la commune, telle qu'elle ressort de la base de données européenne d’occupation biophysique des sols Corine Land Cover (CLC), est marquée par l'importance des territoires artificialisés (62,1 % en 2018), en augmentation par rapport à 1990 (60,4 %).
La répartition détaillée en 2018 est la suivante : zones urbanisées (53 %), forêts (37,7 %), zones industrielles ou commerciales et réseaux de communication (9,1 %), prairies (0,2 %).
L'évolution de l'occupation des sols de la commune et de ses infrastructures peut être observée sur les différentes représentations cartographiques du territoire : la carte de Cassini (XVIIIe siècle), la carte d'état-major (1820-1866) et les cartes ou photos aériennes de l'IGN pour la période actuelle (1950 à aujourd'hui).

### Habitat et logement
En 2021, le nombre total de logements dans la commune était de 920, alors qu'il était de 893 en 2016 et de 879 en 2011. Parmi ces logements, 93,4 % étaient des résidences principales, 1,2 % des résidences secondaires et 5,4 % des logements vacants. Ces logements étaient pour 57,6 % d'entre eux des maisons individuelles et pour 42,1 % des appartements. Le tableau ci-dessous présente la typologie des logements à Cravanche en 2021 en comparaison avec celle du Territoire de Belfort et de la France entière. Une caractéristique marquante du parc de logements est ainsi la faible proportion des résidences secondaires et logements occasionnels (1,2 %) par rapport au département (1,7 %) et à la France entière (9,7 %). 
| Typologie                                               | Cravanche | Territoire de Belfort | France entière |
| ------------------------------------------------------- | --------- | --------------------- | -------------- |
| Résidences principales (en %)                           | 93,4      | 87,7                  | 82,2           |
| Résidences secondaires et logements occasionnels (en %) | 1,2       | 1,7                   | 9,7            |
| Logements vacants (en %)                                | 5,4       | 10,6                  | 8,1            |

## Toponymie
- Anciennes mentions françaises : Gravainges (XIIIe siècle), Cravainches (1362), Crauoinche (1403), Cravoinche (1594-1655).
- Anciennes mentions allemandes : Gauersch (1576), Crauwelsch[14], Grauersch, Cranwelsch, Crawaintsch.

## Histoire

### Moyen Âge
Cravanche, qui fut chef-lieu de mairie, a possédé un château fort au Moyen Âge.

### Époque contemporaine
De 1872 à 1901, la population du village est passée de 157  à   512 habitants, une augmentation qui a accompagné le développement industriel du nord-ouest de la ville de Belfort (Dollfus-Mieg et Compagnie, Société alsacienne de constructions mécaniques...).

## Politique et administration

### Rattachements administratifs et électoraux

#### Rattachements administratifs
La commune se trouve dans l'arrondissement de Belfort du département du Territoire de Belfort.
Elle faisait partie de 1793 à 1967 du canton de Belfort, année où elle est rattachée au canton de Valdoie. Dans le cadre du redécoupage cantonal de 2014 en France, cette circonscription administrative territoriale a disparu, et le canton n'est plus qu'une circonscription électorale.

#### Rattachements électoraux
Pour les élections départementales, la commune fait partie depuis 2014 du canton de Bavilliers.
Pour l'élection des députés, elle fait partie de la deuxième circonscription du Territoire de Belfort.

### Intercommunalité
Cravanche était membre de la communauté de l'Agglomération Belfortaine, un établissement public de coopération intercommunale (EPCI) à fiscalité propre créé en 1999 et auquel la commune avait transféré un certain nombre de ses compétences, dans les conditions déterminées par le code général des collectivités territoriales. Cette communauté d'agglomération succédait à un district créé en 1973 et dont faisait déjà partie la commune.
Dans le cadre des dispositions de la loi portant nouvelle organisation territoriale de la République du 7 août 2015, qui prévoit que les établissements publics de coopération intercommunale (EPCI) à fiscalité propre doivent avoir un minimum de 15 000 habitants, la communauté de l'Agglomération Belfortaine a fusionné avec la petite communauté de communes du Tilleul et de la Bourbeuse pour former, le 1er janvier 2017, la communauté d'agglomération dénommée le Grand Belfort, dont est désormais membre la commune.

### Tendances politiques et résultats
Lors des élections municipales de 2014 dans le Territoire de Belfort, la liste SE menée par le maire sortant Yves Druet est la seule candidate et obtient donc la totalité des 696 suffrages exprimés et est élue en totalité. Deux de ses membres sont également des conseillers communautaires.
Lors de ce scrutin, 45,11 % des électeurs se sont abstenus et 16,75 % des votants ont choisis un bulletin blanc ou nul.
Au premier tour des élections municipales de 2020 dans le Territoire de Belfort, la liste DVG menée par Julien Coulon obtient la majorité absolue des suffrages exprimés, avec 393 voix (53.46 %, 15 conseillers municipaux élus dont 1 communautaire), devançant de 51 voix celle DIV de Vincenzo Caccamo, qui a recueilli 342 voix (46.53 %, 4 conseillers municipaux élus).
Lors de ce scrutin marqué par la Pandémie de Covid-19 en France, 48,82 % des électeurs se sont abstenus.

### Liste des maires
| Période                                  | Période                   | Identité            | Étiquette | Qualité |
| ---------------------------------------- | ------------------------- | ------------------- | --------- | --- |
| Les données manquantes sont à compléter. |                           |                     |           | |
|                                          |                           |                     |           | |
| 1960                                     | 1971                      | Paul Kromer         |           | Directeur d'école (1937 → 1968) |
| 1971                                     | juin 1955                 | Gilbert Dolat       | DVG       | Vice-Président du District de l'agglomération belfortaine Chevalier de l’Ordre national du Mérite Croix du combattant                                                                                         |
| juin 1995                                | mars 2001                 | Marie-Claude Sutton |           | |
| mars 2001                                | 10 juin 2018,             | Yves Druet          | DVG       | Professeur retraité de lettres modernes Vice-président du District de l’agglomération belfortaine (1995 → 2000) Vice-président de la Communauté de l'Agglomération Belfortaine (2000 → 2014) Mort en fonction |
| septembre 2018                           | juin 2020                 | Evelyne Caloprisco  |           | |
| juin 2020                                | décembre 2022             | Julien Coulon       |           | Chef de service éducatif Démissionnaire |
| décembre 2022                            | En cours (au 27 mai 2024) | Renaud Veber        |           | Responsable de formation au conseil départemental |

### Instances de démocratie participative
La commune s'est dotée en 2021 d'un conseil municipal des jeunes.

## Équipements et services publics

### Culture
Cravanche dispose d'une médiathèque gérée à la fois par la commune et par l'association « La Cravanchoise ».

## Population et société
Les habitants sont appelés les Cravanchois.

### Démographie
L'évolution du nombre d'habitants est connue à travers les recensements de la population effectués dans la commune depuis 1793. Pour les communes de moins de 10 000 habitants, une enquête de recensement portant sur toute la population est réalisée tous les cinq ans, les populations de référence des années intermédiaires étant quant à elles estimées par interpolation ou extrapolation. Pour la commune, le premier recensement exhaustif entrant dans le cadre du nouveau dispositif a été réalisé en 2008.

En 2022, la commune comptait 1 935 habitants, en évolution de −0,97 % par rapport à 2016 (Territoire de Belfort : −2,78 %, France hors Mayotte : +2,11 %).
| 1793 | 1800 | 1806 | 1821 | 1831 | 1836 | 1841 | 1846 | 1851 |
| ---- | ---- | ---- | ---- | ---- | ---- | ---- | ---- | ---- |
| 139  | 147  | 142  | 118  | 160  | 160  | 146  | 156  | 151  |

| 1856 | 1861 | 1866 | 1872 | 1876 | 1881 | 1886 | 1891 | 1896 |
| ---- | ---- | ---- | ---- | ---- | ---- | ---- | ---- | ---- |
| 133  | 126  | 135  | 157  | 205  | 170  | 221  | 256  | 347  |

| 1901 | 1906 | 1911 | 1921 | 1926  | 1931  | 1936  | 1946  | 1954  |
| ---- | ---- | ---- | ---- | ----- | ----- | ----- | ----- | ----- |
| 512  | 534  | 626  | 825  | 1 115 | 1 485 | 1 164 | 1 007 | 1 162 |

| 1962  | 1968  | 1975  | 1982  | 1990  | 1999  | 2006  | 2008  | 2013  |
| ----- | ----- | ----- | ----- | ----- | ----- | ----- | ----- | ----- |
| 1 267 | 1 570 | 1 885 | 1 893 | 1 877 | 1 806 | 1 851 | 1 867 | 1 965 |

| 2018  | 2022  | - | - | - | - | - | - | - |
| ----- | ----- | - | - | - | - | - | - | - |
| 1 959 | 1 935 | - | - | - | - | - | - | - |

### Cultes
Les fidèles  catholiques sont rattachés à la paroisse   Mère Térésa.

## Culture locale et patrimoine

### Lieux et monuments
- Grottes de Cravanche[30].
- Chapelle Notre-Dame.
- Ancienne usine de chaudronnerie Mengès Industrie, 21 rue de Vesoul, construite vers 1925 et fabriquant des cuves de transformateurs, notamment pour Alstom. Elle emploie 73 personnes en 1931, 17 en 1933, 50 en 1961, 25 en 2001[31].

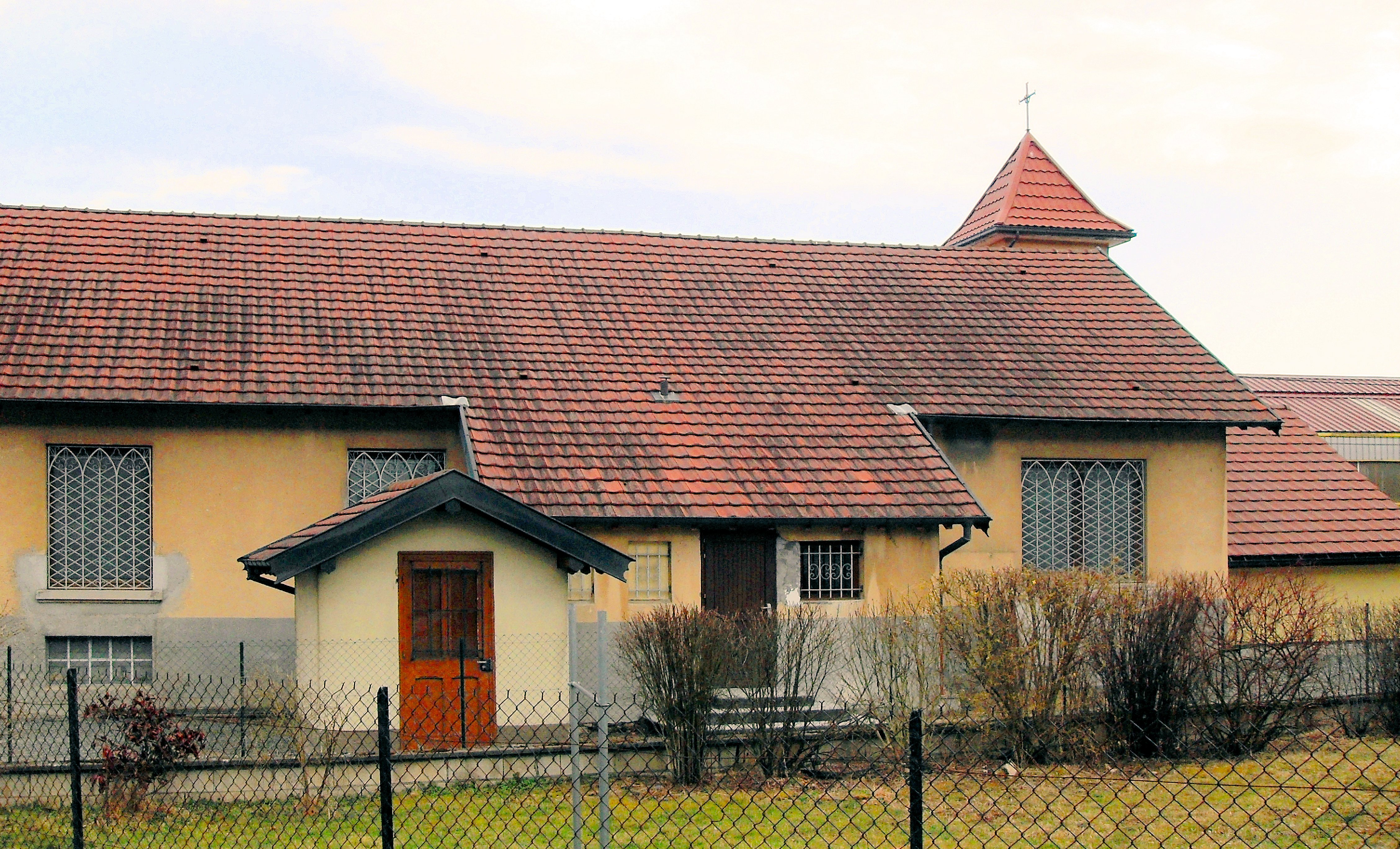
La chapelle Notre-Dame.
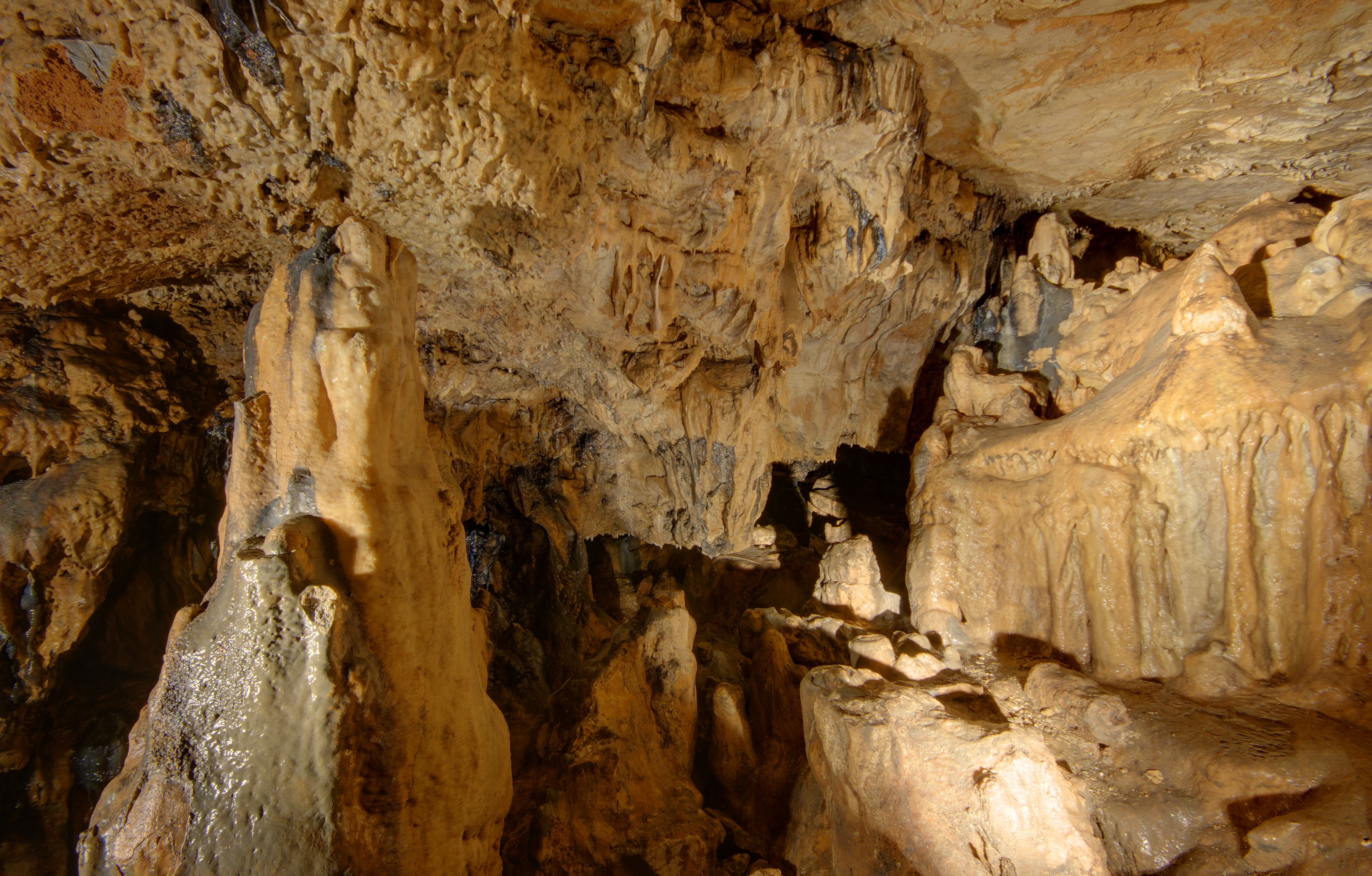
Les grottes Photo : Thomas Bresson.
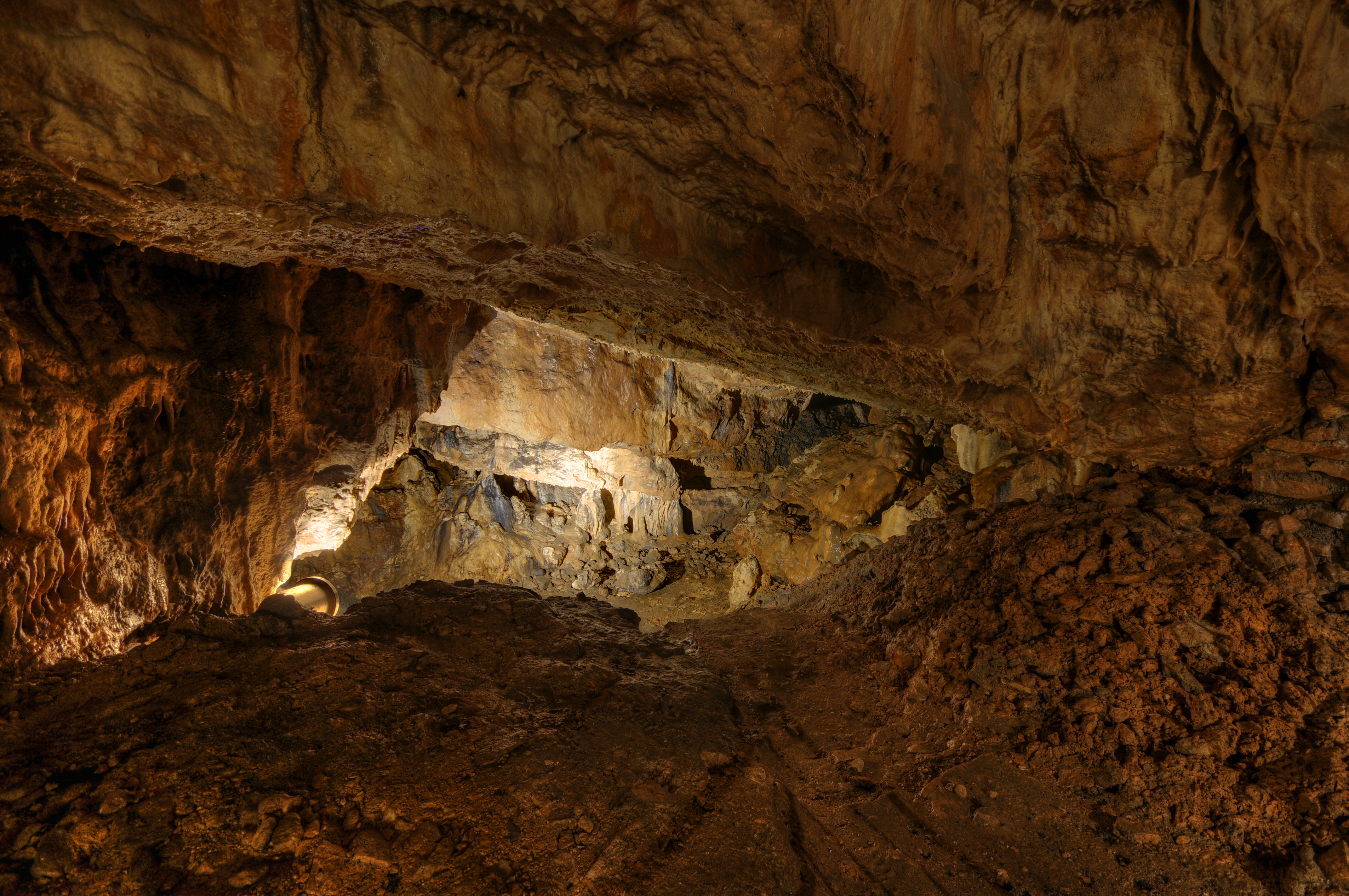
Les grottes Photo : Thomas Bresson.

### Héraldique
| Blason de Cravanche | Blason  | De gueules à la poterie d'argent.                |
| Blason de Cravanche | Détails | Le statut officiel du blason reste à déterminer. |

## Pour approfondir